# 坂戸西スマートインターチェンジ
坂戸西スマートインターチェンジ（さかどにしスマートインターチェンジ）は、埼玉県坂戸市大字塚崎にある、関越自動車道のスマートインターチェンジ (SIC)。2013年（平成25年）8月25日に供用を開始した。
建設当初の仮称は「坂戸スマートインターチェンジ」であった。

## 概要
関越自動車道上り線の当SIC周辺は勾配1.2%ほどの緩い登り坂になっており、その手前の下り坂から登り坂へと変化する際の速度低下を原因とする渋滞が多発する地点である。この渋滞緩和を目的として付加車線（登坂車線）の整備が計画されたことが発端となり、それに併せてSICを整備することで、坂戸市西部・比企郡鳩山町方面の関越自動車道鶴ヶ島IC利用者による国道407号および埼玉県道39号川越坂戸毛呂山線の渋滞緩和を図ることになった。
埼玉県内では4番目に供用開始したSICで、大型車も利用可能かつ上下線とも本線に直結する構造は埼玉県初である。

## 歴史
- 2007年3月 「（仮称）坂戸スマートインターチェンジの誘致等に関する協議会」設置。
- 2009年6月30日 高速自動車国道法に基づく連結許可[6]
- 2013年8月25日 午後3時に供用開始[4]。

## 周辺
- 東武東上本線・越生線 坂戸駅
- 東武東上本線 北坂戸駅
- 坂戸ニューシティにっさい

## 接続する道路
- 埼玉県道39号川越坂戸毛呂山線

## 料金所
上り線
埼玉県坂戸市大字塚崎字稲荷107-5
下り線
埼玉県坂戸市大字塚崎字稲荷151-1

## 隣
E17 関越自動車道
(5) 鶴ヶ島IC - (5-1) 坂戸西SIC - 高坂SA - (6) 東松山IC